# Гіперболоїд

Однопорожнинний гіперболоїд

Двопорожнинний гіперболоїд

Гіперболо́їд (грец. hyperbole — гіпербола, і грец. eidos — подібність) — вид поверхні другого порядку в тривимірному просторі, що задається в Декартових координатах рівнянням
{\displaystyle {x^{2} \over a^{2}}+{y^{2} \over b^{2}}-{z^{2} \over c^{2}}=1} (однопорожнинний гіперболоїд), де a і b — дійсні півосі, а c — уявна піввісь;
або
{\displaystyle {x^{2} \over a^{2}}+{y^{2} \over b^{2}}-{z^{2} \over c^{2}}=-1} (двопорожнинний гіперболоїд), де a і b — уявні півосі, а c — дійсна піввісь.
Якщо a = b, то така поверхня зветься — гіперболоїд обертання. Однопорожнинний гіперболоїд обертання можна отримати обертанням гіперболи навколо її уявної осі, двопорожнинний — навколо дійсної. Двопорожнинний гіперболоїд обертання також є геометричним місцем точок P, модуль різниці відстаней від яких до двох заданих точок A і B є сталим: {\displaystyle |AP-BP|=const}. У такому випадку точки A і B звуться фокусами Гіперболоїда.
Однопорожнинний гіперболоїд є двічі лінійчатою поверхнею. Якщо він є гіперболоїдом обертання, то його можна отримати обертанням прямої навколо іншої прямої, що є мимобіжною з нею. Цю властивість лінійчатих однопорожнинних гіперболоїдів використовують в архітектурі. Зокрема, вежа Шухова в Москві є гіперболоїдною конструкцією. Вона складена саме з гіперболоїдів, що утворені прямими стрижнями.

## Більш, ніж у трьох вимірах
Уявні гіперболоїди — звичне явище в математиці високих розмірностей. Наприклад, у псевдо-Евклідовому просторі розглянемо квадратичну форму:
{\displaystyle q(x)=\left(x_{1}^{2}+\cdots +x_{k}^{2}\right)-\left(x_{k+1}^{2}+\cdots +x_{n}^{2}\right),\,\quad k<n.}
Якщо c є довільною сталою, то частина простору, в межах
{\displaystyle \lbrace x:q(x)=c\rbrace }
називається гіперболоїдом. Випадок, коли c = 0 є виродженим.

## Кривина та тензор Річчі гіперболоїда
Геометрію гіперболоїда можна просто описати, представивши його вкладеним в фіктивний чотиривимірний простір:
{\displaystyle \ x_{1}^{2}-x_{2}^{2}-x_{3}^{2}-x_{4}^{2}=R^{2},\quad dl^{2}=-dx_{1}^{2}+dx_{2}^{2}+dx_{3}^{2}+dx_{4}^{2}\qquad (1)}.
Введенням координат
{\displaystyle \ x_{1}=R{\text{ch}}(\psi ),\quad x_{2}=R\cos(\varphi ){\text{sh}}(\psi )\sin(\theta ),\quad x_{3}=R\sin(\varphi ){\text{sh}}(\psi )\sin(\theta ),x_{4}=R\cos(\theta ){\text{sh}}(\psi )}
можна задовольнити {\displaystyle \ (1)}, а елементи довжин на поверхні матимуть вигляд (елементарно перевіряється підстановкою)
{\displaystyle \ dl^{2}=R^{2}(d\psi ^{2}+{\text{sh}}^{2}(\psi )(d\theta ^{2}+\sin ^{2}(\theta )d\varphi ^{2}))\qquad (2)}.
Як видно, метричний тензор має специфічну структуру: є діагональним, перший діагональний елемент рівен одиниці, другий залежить від першої змінної, третій — від першої і другої, а від третьої змінної залежності немає, що, деякою мірою, відповідає ізотропії простору.
Виходячи із цього, можна визначити вирази для символів Кристоффеля: маючи загальний вираз
{\displaystyle \ \Gamma _{jl}^{k}={\frac {1}{2}}g^{km}(\partial _{l}g_{mj}+\partial _{j}g_{ml}-\partial _{m}g_{jl})},
де метричний тензор {\displaystyle \ g_{lj}} має вигляд
{\displaystyle \ g_{lj}={\text{diag}}(R^{2},R^{2}{\text{sh}}^{2}(\psi ),R^{2}{\text{sh}}^{2}(\psi )\sin ^{2}(\theta )),\quad g^{lj}={\text{diag}}(R^{-2},R^{-2}{\text{sh}}^{-2}(\psi ),R^{-2}{\text{sh}}^{-2}(\psi )\sin ^{-2}(\theta ))\qquad (3)},
для частинних випадків виразів можна отримати
{\displaystyle \ \Gamma _{ll}^{k}={\frac {1}{2}}g^{km}(2\partial _{l}g_{ml}-\partial _{m}g_{ll})=g^{km}\partial _{l}g_{ml}-{\frac {1}{2}}g^{kk}\partial _{k}g_{ll}=-{\frac {1}{2}}g^{kk}\partial _{k}g_{ll}\qquad (4)};
{\displaystyle \ \Gamma _{kk}^{k}={\frac {1}{2}}g^{km}(2\partial _{k}g_{km}-\partial _{m}g_{kk})={\frac {1}{2}}g^{kk}\partial _{k}g_{kk}=0\qquad (5)};
оскільки, в силу структури метричних тензорів, {\displaystyle \ \partial _{0}g_{00}=\partial _{h}g_{hh}=0};
{\displaystyle \ \Gamma _{lk}^{k}={\frac {1}{2}}g^{km}(\partial _{l}g_{mk}+\partial _{k}g_{ml}-\partial _{m}g_{lk})={\frac {1}{2}}g^{kk}\partial _{l}g_{kk}\qquad (6)};
{\displaystyle \ {\Gamma _{lj}^{k}}^{(3)}={\frac {1}{2}}g^{km}(\partial _{l}g_{mj}+\partial _{j}g_{ml}-\partial _{m}g_{lj})={\frac {1}{2}}g^{kk}\partial _{l}g_{kk}\delta _{kj}+{\frac {1}{2}}g^{kk}\partial _{j}g_{kk}\delta _{kl}-{\frac {1}{2}}g^{kk}\partial _{k}g_{jl}\delta _{jl}=\Gamma _{lk}^{k}\delta _{j}^{k}+\Gamma _{jk}^{k}\delta _{l}^{k}+\Gamma _{ll}^{k}\delta _{j}^{l}\qquad (7)}.
Тепер можна спростити (якомога більше зменшити кількість сум) вираз для тензора Річчі: маючи загальне визначення,
{\displaystyle \ R_{lj}^{(3)}=\partial _{k}\Gamma _{jl}^{k}-\partial _{l}\Gamma _{jk}^{k}+\Gamma _{jl}^{k}\Gamma _{k\sigma }^{\sigma }-\Gamma _{l\sigma }^{k}\Gamma _{jk}^{\sigma }\qquad (8)},
та вирази {\displaystyle \ (4)-(7)},
для тензора можна отримати (сума лише по індексах {\displaystyle \ k,\sigma })
{\displaystyle \ R_{lj}^{(3)}=\partial _{j}\Gamma _{lj}^{j}+\partial _{l}\Gamma _{jl}^{l}+\partial _{k}\Gamma _{ll}^{k}\delta _{j}^{l}-\partial _{l}\Gamma _{jk}^{k}+\Gamma _{jk}^{k}\Gamma _{lj}^{j}+\Gamma _{lk}^{k}\Gamma _{jl}^{l}+\Gamma _{k\sigma }^{\sigma }\Gamma _{ll}^{k}\delta _{j}^{l}-\Gamma _{jk}^{k}\Gamma _{lk}^{k}-\Gamma _{jl}^{l}\Gamma _{lj}^{j}-2\Gamma _{kj}^{l}\Gamma _{ll}^{k}\delta _{j}^{l}-\Gamma _{ll}^{j}\Gamma _{jj}^{l}\qquad (9)}.
Тепер можна застосувати спрощений вигляд для тензора Річчі до метрики описаних вище просторів. Наприклад, можна взяти гіперболічний простір. Треба обчислити компоненти {\displaystyle \ R_{ij}}. Спочатку доведеться отримати, користуючись {\displaystyle \ (4)-(7)}, явний вигляд для символів Кристоффеля:
{\displaystyle \ \Gamma _{11}^{1}=\Gamma _{22}^{2}=\Gamma _{33}^{3}=\Gamma _{23}^{1}=\Gamma _{12}^{3}=\Gamma _{21}^{1}=\Gamma _{31}^{1}=\Gamma _{32}^{2}=\Gamma _{11}^{2}=\Gamma _{11}^{3}=0},
{\displaystyle \ \Gamma _{13}^{3}={\frac {1}{2}}g^{33}\partial _{1}(g_{33})={\frac {2sh(\psi ){\text{ch}}(\psi )}{2{\text{sh}}^{2}(\psi )}}={\text{cth}}(\psi ),\quad \Gamma _{12}^{2}=\Gamma _{13}^{3}},
{\displaystyle \ \Gamma _{22}^{1}=-{\frac {1}{2}}g^{11}\partial _{1}(g_{22})=-{\text{sh}}(\psi ){\text{ch}}(\psi )},
{\displaystyle \ \Gamma _{23}^{3}={\frac {1}{2}}g^{33}\partial _{2}(g_{33})={\text{ctg}}(\theta )},
{\displaystyle \ \Gamma _{33}^{1}=-{\frac {1}{2}}g^{11}\partial _{1}(g_{33})=-\sin ^{2}(\theta ){\text{sh}}(\psi ){\text{ch}}(\psi )},
{\displaystyle \ \Gamma _{33}^{2}=-{\frac {1}{2}}g^{22}\partial _{2}(g_{33})=-\sin(\theta )\cos(\theta )}.
Тоді, наприклад, компонента 11 тензора, із урахуванням цих виразів та {\displaystyle (9)}, має вираз
{\displaystyle \ R_{11}=-\partial _{1}\Gamma _{1k}^{k}-\Gamma _{1k}^{k}\Gamma _{1k}^{k}=-\partial _{1}(\Gamma _{12}^{2}+\Gamma _{13}^{3})-(\Gamma _{12}^{2})^{2}-(\Gamma _{13}^{3})^{2}=-2\partial _{1}{\text{cth}}(\psi )-2{\text{cth}}^{2}(\psi )={\frac {2}{{\text{sh}}^{2}(\psi )}}-2{\text{cth}}^{2}(\psi )=-2}.
Компонента 22:
{\displaystyle \ R_{22}=\partial _{k}\Gamma _{22}^{k}-\partial _{2}\Gamma _{2k}^{k}+\Gamma _{k\sigma }^{\sigma }\Gamma _{22}^{k}-(\Gamma _{2k}^{k})^{2}-2\Gamma _{2k}^{2}\Gamma _{22}^{k}=\partial _{1}\Gamma _{22}^{1}-\partial _{2}\Gamma _{23}^{3}+(\Gamma _{22}^{1}\Gamma _{1\sigma }^{\sigma }+\Gamma _{22}^{3}\Gamma _{3\sigma }^{\sigma })-(\Gamma _{23}^{3})^{2}-2(\Gamma _{12}^{2}\Gamma _{22}^{1}+\Gamma _{32}^{2}\Gamma _{22}^{3})=}
{\displaystyle \ =-{\text{ch}}(2\psi )+{\frac {1}{\sin ^{2}(\theta )}}+2\Gamma _{22}^{1}\Gamma _{12}^{2}-{\text{ctg}}^{2}(\theta )+2{\text{ch}}^{2}(\psi )=-{\text{ch}}(2\psi )+1-2{\text{ch}}^{2}(\psi )+2{\text{ch}}^{2}(\psi )=-{\text{sh}}^{2}(\psi )}.
Компонента 33:
{\displaystyle \ R_{33}=\partial _{k}\Gamma _{33}^{k}-\partial _{3}\Gamma _{3k}^{k}+\Gamma _{k\sigma }^{\sigma }\Gamma _{33}^{k}-(\Gamma _{3k}^{k})^{2}-2\Gamma _{k3}^{3}\Gamma _{3k}^{3}=}
{\displaystyle \ =(\partial _{1}\Gamma _{33}^{1}+\partial _{2}\Gamma _{33}^{2})+(\Gamma _{1\sigma }^{\sigma }\Gamma _{33}^{1}+\Gamma _{2\sigma }^{\sigma }\Gamma _{33}^{2})-2(\Gamma _{13}^{3}\Gamma _{33}^{1}+\Gamma _{23}^{3}\Gamma _{33}^{2})=}
{\displaystyle \ =-\sin ^{2}(\theta )ch(2\psi )-\cos(2\theta )-2\sin ^{2}(\theta ){\text{ch}}^{2}(\psi )-\cos ^{2}(\theta )+2\sin ^{2}(\theta ){\text{ch}}^{2}(\psi )+2\cos ^{2}(theta)=|{\text{ch}}(2\psi )=1+2{\text{sh}}^{2}(\psi )|=}
{\displaystyle \ =-2\sin ^{2}(\theta ){\text{sh}}^{2}(\psi )-\sin ^{2}(\theta )-\cos ^{2}(\theta )+\sin ^{2}(\theta )+\cos ^{2}(\theta )=-2\sin ^{2}(\theta ){\text{sh}}^{2}(\psi )}.
Аналогічні викладки (перевіряються повністю ідентично попереднім) дають
{\displaystyle \ R_{ij}=0,i\neq j}.
Отже, для гіперболоїда
{\displaystyle \ {R_{ij}}_{1}=-{\frac {2}{R^{2}}}g_{ij}\qquad (10)}.
Згортаючи тензор Річчі із метричним тензором (відповідно до визначення скалярної кривини), можна отримати, що для гіперболоїда скалярна кривина рівна
{\displaystyle \ R_{1}=-{\frac {2}{R^{2}}}g_{ij}g^{ij}=-{\frac {6}{R^{2}}}}.
Отже, гіперболічний простір — простір з постійною скалярною кривиною.

## У мистецтві

### В архітектурі

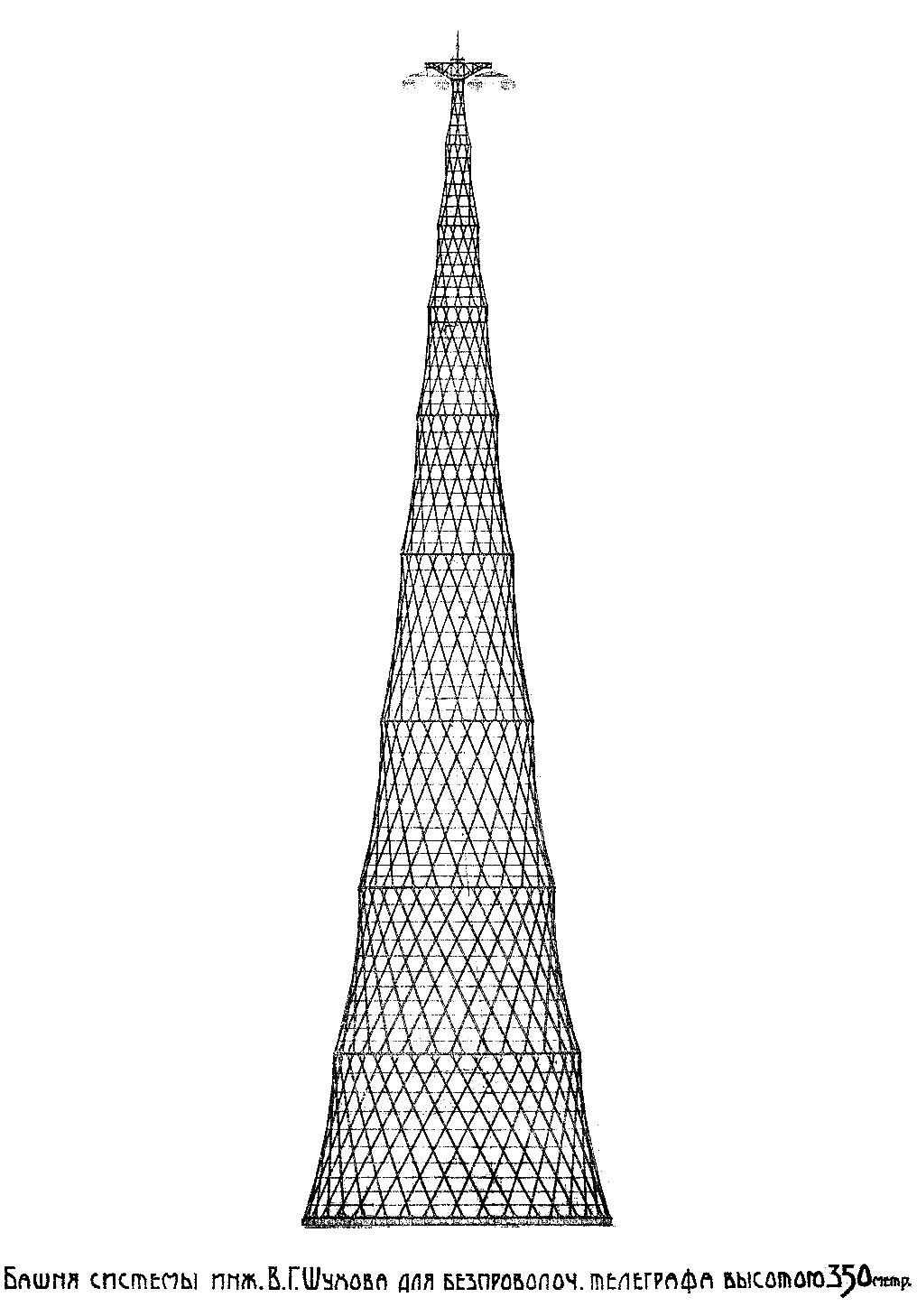
Проект 350-метрової вежі В. Г. Шухова, 1919

Лінійчата конструкція, що має форму однополостного гіперболоїда, є жорсткої: якщо балки з'єднати шарнірно, гіперболоїдна конструкція все одно буде зберігати свою форму під дією зовнішніх сил.
Для високих споруд основну небезпеку несе вітрове навантаження, а у ґратчастої конструкції вона невелика. Ці особливості роблять гіперболоїдні конструкції міцними, незважаючи на невисоку матеріаломісткість.
Прикладами гіперболоїдних конструкцій є:
- Вежа Шухова
- Аджигольський маяк
- Телевежа Гуанчжоу
- Aspire Tower

### У літературі
- Гіперболоїд інженера Гаріна (хоча насправді це мав бути параболоїд)